# Lincoln Park (Pennsylvanie)
Pour les articles homonymes, voir Lincoln Park.
Lincoln Park est une census-designated place située dans le comté de Berks, dans l’État de Pennsylvanie, aux États-Unis. Lors du recensement de 2020, elle compte 1 736 habitants.